# Den Grønne Ridder
Den Grønne Ridder er en person i det engelske digt Sir Gawain and the Green Knight fra det 14. århundrede og det beslægtede værk The Greene Knight. Desuden optræder han i folkevisen King Arthur and King Cornwall. Hans rigtige navn er Bercilak eller Bredbeddle (se afsnittet Navn).
I digtet Sir Gawain and the Green Knight bliver Bercilak forvandlet til Den Grønne Ridder af troldkvinden Morgan le Fay, en af Kong Arthurs fjender, så ridderen kan sætte kongens riddere på prøve. I The Greene Knight bliver Bercilak forvandlet af en anden kvinde af den samme grund. I begge historier sender Den Grønne Ridder ligeledes sin kone til Gawain for – som endnu en prøvelse – at forføre ham. King Arthur and King Cornwall beskriver ham som en eksorcist og en af de mægtigste riddere i Arthurs hof.
I Sir Gawain and the Green Knight bærer Den Grønne Ridder sit navn, fordi hans hud er grøn. Betydningen af hans grønne farve har undret forskere lige siden opdagelsen af digtet og affødt mange forskellige synspunkter: at Den Grønne Ridder er et billede på Den Grønne Mand (en frugtbarhedsfigur i middelalderens kunst); at han er en skikkelse fra keltisk mytologi; at han er et kristent symbol, eller Djævelen selv. C.S. Lewis har skrevet, at Den Grønne Ridder er ”så levende og konkret som nogen figur i litteraturen.” I indledningen til sin version af Sir Gawain and the Green Knight kalder J.R.R. Tolkien Den Grønne Ridder den ”vanskeligste figur” at fortolke. I Arthurdigtningen er Den Grønne Ridders opgave at prøve og bedømme riddere, hvilket får de andre riddere til at anse ham for retfærdig, men samtidig skræmmende og gådefuld.

## Historisk kontekst
Den Grønne Ridder optræder første gang i digtet Sir Gawain and the Green Knight (ca. 1360). Digtet menes at være skrevet af den såkaldte Pearl-digter, som også tilskrives digtene Pearl (deraf navnet), Patience og Cleanness. Denne digter var samtidig med forfatteren Geoffrey Chaucer, der skrev Canterbury-fortællingerne. De to digtere arbejdede dog i hver sin egn af England. Det senere digt The Greene Knight er en senmiddelalderlig romance. Kun en kopi i det såkaldte Percy Folio fra det 17. århundrede er bevaret. Det tredje værk, som Den Grønne Ridder figurerer i, folkevisen King Arthur and King Cornwall, er ligeledes kun bevaret i kopi i Percy Folio-manuskriptet. Datering af folkevisen er bygget på gisninger; den er muligvis en udgave af en tidligere historie, men kan også være blevet digtet i det 17. århundrede.

## Navn
Den Grønne Ridders rigtige navn viser sig i Sir Gawain and the Green Knight at være Bercilak (eller Berkilak) de Hautdesert (i nogle oversættelser bruges de alternative stavemåder Bertilak og Bernlak), mens han i The Greene Knight kaldes Bredbeddle. I folkevisen King Arthur and King Cornwall kaldes han ligeledes Bredbeddle.

## Rolle i Arthurdigtningen
I Sir Gawain and the Green Knight spiller Den Grønne Ridder rollen som udfordrer af Kong Arthurs hof. Han viser sig for hoffet ved et julegilde og beskrives som værende fuldstændig grøn: hud, hår, klædning, alt ved ham er grønt. I sin ene hånd holder han grenen af en kristtorn, i sin anden en stor og frygtindgydende stridsøkse. Han er klædt i gevandter, som viser, at han ikke ønsker vold, men ikke desto mindre leverer han en udfordring: Han vil lade én mand slå ham med sin økse én gang, på den betingelse at han må gengælde slaget ved nytår. Først tager Kong Arthur imod udfordringen, men Gawain trækker ham til side og anmoder ham om at lade ham tage udfordringen. Arthur indvilliger, og Gawain tager imod udfordringen. I ét hug rammer han kæmpens blottede hals og kløver den; Den Grønne Ridder samler dog roligt sit afhuggede hoved op og beder Gawain møde ham igen ved Det Grønne Kapel til den aftalte tid.
Næste gang optræder Den Grønne Ridder som Bercilak de Hautdesert, der er herre til et stort slot. Han tilbyder Gawain logi, da han er på vej til Det Grønne Kapel, og Gawain, der ikke kender hans sande identitet, takker ja. Efterfølgende udsættes han for en række prøver, der skal bevise hans loyalitet og kyskhed (Bercilak sender endda sin kone hen for at forføre Gawain). Bercilak indgår et væddemål med den uvidende Gawain om at give alt, hvad de modtager i løbet af en dag, til den anden part; dernæst skåler de på deres aftale. Da tiden for Gawains møde med Den Grønne Ridder nærmer sig, beder han om tilladelse til at forlade Bercilak, men Bercilak beder ham blive lidt endnu. Bercilak, der frygter at komme for sent, spørger sin vært, om han kender Det Grønne Kapels beliggenhed. Bercilak svarer, at det ligger knap to mil borte; Gawain indvilliger derfor i at blive et par dage til, og i den tid udsættes han for flere prøver. Gawain tager derpå af sted til Det Grønne Kapel, som viser sig at være en græsdækket høj. Da Gawain ankommer, er Den Grønne Ridder i færd med at hvæsse sin økse. Gawain bukker sig ned for at modtage hugget; men Den Grønne Ridder forspilder to forsøg og laver knap nok skår i Gawains hals i tredje forsøg. Han afslører derefter sig selv som Bercilak og forklarer, at han med vilje sendte sin kone for at prøve Gawain, og at troldkvinden Morgan le Fay havde givet ham evnen til at forvandle sig til Den Grønne Ridder, så han kunne prøve Arthurs hof. Han og Gawain tager afsked i godt humør.
The Greene Knight skildrer nogenlunde den samme historie som Sir Gawain and the Green Knight, dog med nogle få afvigelser. Væsentligst er det, at Den Grønne Ridder kun beskrives som klædt i grønt, ikke grøn i sig selv. Digtet forklarer også motivet bag hans leg bedre: Den Grønne Ridder er af sin svigermor (der ikke er Morgan i denne version) blevet bedt om at spille Gawain et puds. Han indvilliger, fordi han ved, at hans kone er hemmeligt forelsket i Gawain, og han håber at gøre dem begge til grin ved at inddrage dem i sin leg. Gawain tilsidesætter sin ridderlighed ved at tage imod et bælte fra hende, hvorved Den Grønne Ridders mål er fuldført. I slutningen erkender han dog Gawains evner som ridder og tilbyder at følge ham hjem til Arthurs hof.
I King Arthur and King Cornwall optræder Den Grønne Ridder som Bredbeddle, og han beskrives som en af Arthurs riddere. Han tilbyder at hjælpe Arthur i kampen mod en mystisk fe (der er under troldmanden King Cornwalls kontrol), som er trængt ind i hans kammer. Da fysisk angreb viser sig forgæves, bruger Bredbeddle en hellig formular til at undertvinge feen. Den Grønne Ridder opnår til sidst så stor magt over feen gennem sin formular, at han formår at overtale den til at gribe et sværd og hugge hovedet af sin herre, King Cornwall.

## Etymologi
Navnet Bercilak stammer måske fra bachlach (keltisk for 'tølper'). Det kan også stamme fra bresalak (stridbar). Det oldfranske ord bertolais oversættes som ’Bercilak’ i eventyret Merlin, der hører til historierne om Lancelot og myten om den hellige gral. Præfikset Bert- betyder ’lys’ eller ’klar’, mens -lak kan betyde enten ’sø’ eller ’leg/spil’. Hautdesert stammer sandsynligvis fra en blanding af oldfranske og keltiske ord med betydningen ’høj ødemark’ eller ’høj eremitage’. Muligvis er der også en forbindelse til ordet desirete, som betyder ’uden arv’ eller ’gjort arveløs’.

## Litterære paralleller

### Grønne Riddere i andre historier
Den Grønne Ridder har mange paralleller i andre værker. I Thomas Malorys Le Morte d’Arthur besejrer Gawains bror Gareth eksempelvis fire brødre i forskelligfarvede rustninger, heriblandt en ’Grene Knyght’ ved navn Sir Partolope. De tre, som overlever træfningen, slutter sig efterfølgende til ridderne af det runde bord og optræder igen flere steder i historien. Historierne om Saladin fortæller også om en vis ’Grøn Ridder’; han er en siciliansk ridder med et grønt skjold og en hjelm prydet med geviret af en kronhjort. Saladin nærer respekt for ham og forsøger at gøre ham til en del af sin livvagt.
Figuren Al-Khidr (arabisk: الخضر) i Koranen kaldes også ’Den Grønne Mand’. Tre gange sætter han Moses på prøve ved at udføre tilsyneladende onde gerninger, som dog senere viser sig at være ædle gerninger, der skal modvirke det onde og tjene det gode. Både Arthurlegendens Grønne Ridder og Al-Khidr fungerer som lærere for hellige og retskafne mænd (Gawain, Moses), som i tre omgange lægger deres skæbne i lærerens hænder. Det er blevet hævdet, at historien om Al-Khidr er blevet bragt til Europa med korsridderne og siden blandet op med keltiske og engelske legender, hvormed historien om Den Grønne Ridder er blevet til.

### Personer med tilsvarende roller
Halshugningslegen indgår i en række fortællinger, hvoraf den tidligste er det middelirske eventyr Bricriu’s Feast. Udfordreren i fortællingen kaldes ’Fear’, en såkaldt 'bachlach' (”tølper”), der senere viser sig at være helten Cú Roí i forklædning. Han udfordrer tre krigere til sin leg, men de flygter alle, før de modtager gengældelseshugget; da tager helten Cú Chulainn imod udfordringen. Fear lader som om, han hugger tre gange, hvorpå han lader helten gå. I den irske version, som menes at være forlægget for versionerne kendt fra kontinentet, beskrives Fears klædning som glas, der både kan betyde ”grå” og ”grøn”. I The Life of Caradoc, en middelfransk fortælling fra en anonym fortsættelse af Chrétien de Troyes’ Perceval, the Story of the Grail, indgår en lignende udfordring. En væsentlig forskel i denne historie er, at Caradocs udfordrer er hans egen far i forklædning; han ønsker at prøve sin søns ære. I de franske romancer Pigen med Muldyret eller Muldyret uden Bidsel (engelske titler: The Girl with the Mule eller The Mule Without a Bridle) og Hunbaut deltager Gawain i halshugningslege. Hunbaut rummer et interessant twist: Gawain hugger hovedet af udfordreren for derefter at trække hans fortryllede kappe af, inden han kan nå at sætte sit hoved på plads, således at udfordreren dør. En lignende historie med Lancelot som hovedperson findes i det franske værk Perlesvaus fra det 13. århundrede.
Værket The Turke and Gowin fra det 14. århundrede begynder med, at en tyrker træder frem for Arthurs hof og spørger: ”Is there any will, as a brother, to give a buffett and take another?” (”Vover nogen her, som en broder, at give et hug og selv tage et?”) Gawain tager imod udfordringen og tvinges efterfølgende til at følge med tyrkeren, indtil han beslutter sig for at gengælde hugget. Sammen drager de ud på mange eventyr, før tyrkeren – i stedet for at gengælde hugget – beder Gawain skære hans hoved af, hvilket Gawain går med til. Tyrkeren overlever og hylder Gawain for derefter at belønne ham med mange gaver. Sir Gawain and the Carle of Carlisle rummer en scene, hvor Carlen (en lord) beordrer Gawain til at støde et spyd i ham, hvorpå han bøjer sig for at modtage stødet. Gawain adlyder, men Carlen rejser sig uskadt og grinende op igen, dog uden at forlange eller levere et gengældelsesstød. Af alle fortællingerne er Sir Gawain and the Green Knight den eneste, der handler om en fuldstændig grøn ridder, og også den eneste, der knytter Morgan le Fay til forvandlingen af ham.
Der findes mange andre historier, som fortæller om riddere, der forsøger at afværge tiltrækkende kvinders tilnærmelser. Eksempler på sådanne historier er Yder, Lancelot-Gral-Cyklussen, Hunbaut og The Knight of the Sword. Ligesom i Sir Gawain and The Green Knight og The Greene Knight indgår der i disse historier en konge, der sætter riddere på prøve for at finde ud af, om de kan modstå en fristelse. Kvinden, han sender, er ofte hans egen kone (som det sker i Yder), hvis han ved, at hun kan friste andre mænd og lede dem i fordærv; i The Knight of the Sword sender kongen sin skønne datter. Alle personerne, der i disse historier udfører samme hverv som Den Grønne Ridder, beskrives som mægtige og frygtindgydende, og de dræber ofte de riddere, der ikke består prøverne.

## Den grønne farves betydning
I engelsk folketradition og litteratur er farven grøn traditionelt blevet brugt til at symbolisere natur, frugtbarhed og genfødsel. For det meste bruges farven grøn til at udtrykke det overnaturlige eller åndelige. I britisk folketradition blev Djævelen ofte fremstillet som grøn. I nogle historier fra middelalderen bruges farven også som udtryk for kærlighed, erotik og mænds naturlige lyster. Farven vides også at have været et tegn på hekseri og ondskab på grund af dens tilknytning til feer og ånder fra tidlig engelsk folketradition og til råddenskab og gift. Grøn og guld ses ofte som symbol på tabt ungdom. I keltisk tradition blev grøn undgået i klædedragten, fordi farven blev forbundet med ulykke og død. I Sir Gawain and the Green Knight symboliserer den grønne farve overgangen fra god til ond og tilbage igen; således bruges farven både i sin ødelæggende og helende betydning. Den grønne farve er således mangetydig, og fortolkningerne af den er tit modstridende.

### Fortolkninger
Af de forskellige Grønne Riddere eller tilsvarende figurer i litteraturen er ridderen i Sir Gawain and The Green Knight den første, der beskrives som grøn. På grund af hans usædvanlige farve tror nogle forskere, at han er en manifestation af Den Grønne Mand, der hyppigt træffes i middelalderkunsten, eller en personifikation af naturens vitalitet og uforudsigelighed. Den kendsgerning, at han bærer en gren af en kristtorn (samt at hans skæg sammenlignes med en busk), kan underbygge denne teori. Guldet, der er spundet ind i klædet omkring hans økse, giver ham – sammen med den grønne farve – en både vild og fornem fremtoning. Andre anser ham for en inkarnation af Djævelen selv. I én fortolkning sammenlignes Den Grønne Ridder, der kommer for at udfordre Kong Arthurs hof, med Hades, der udfordrer Olympens guder. Sir Gawain, den modigste af ridderne, tager ligesom Herakles imod udfordringen. I en anden fortolkning ses Den Grønne Ridder som en blanding af den græske mytologis Hades og den kristne Messias, der på én gang repræsenterer godt og ondt samt liv og død. Denne fortolkning respekterer den grønne farves ambivalente betydning (natur/genfødsel vs. fordærv/død) og harmonerer med digtets mystiske undertoner. Beskrivelsen af Den Grønne Ridder, da han gør sin entré – ”fra halsen til lænderne … stærkt og kraftigt bygget” – opfattes af andre forskere som homoerotisk.
C.S. Lewis skrev, at Den Grønne Ridder var ”så levende og konkret som nogen figur i litteraturen,” og uddybede sin beskrivelse således:
"... en vaskeægte coincidentia oppositorum; halvt kæmpe, men fuldt ud en ’storartet’ ridder; så fuld af dæmonisk energi som gamle Karamazov, men i sit eget hus lige så gemytlig som værten i en dickensk julehistorie; i ét øjeblik så grusom, at det nærmest er genialt, i det næste så genial, at det tangerer det grusomme; halvt barn eller klovn med sine udråb, sin latter og sine krumspring; men til slut dømmer han Gawain med en engels ophøjede ro.”
Den Grønne Ridder kan også ses som en blanding af to typiske figurer i middelalderens fortællinger og romancer, nemlig ’den grønne mand’ og ’den vilde mand’. ’Den grønne mand’ symboliserer ’ungdom, naturlig livskraft og kærlighed’, hvorimod ’den vilde mand’ repræsenterer ’fjendtlighed over for riddere’, ’det dæmoniske’ og ’døden’. Ridderens grønne ydre, bestående af den grønne klædning og det grønne hår og skæg, viser både ’den grønne mands’ gode egenskaber og ’den vilde mands’ groteske karaktertræk.

### Jack in the green
Den Grønne Ridder er også blevet sammenlignet med den engelske figur 'Jack in the green'. I dele af England indgår Jack i de traditionsrige parader den 1. maj (’May Day’). Figurens tilknytning til Den Grønne Ridder skal dog findes i byen Castleton i Derbyshire, hvor der hvert år afholdes ’Castleton Garland Day’ den 29. maj (eller den 28., hvis den 29. er en søndag). På denne festdag føres en figur kaldt 'The Garland King' – en mand klædt i en klokkeformet blomsterdekoration fra maven og opefter – gennem byen på hesteryg fulgt af unge hvidklædte piger, som udfører en dans forskellige steder på ruten (før i tiden var det byens klokkere, der udførte denne opgave. I dag står de stadig for at lave blomsterdekorationen). På toppen af kongens blomsterdekoration sidder ”dronningen” – en buket lyse blomster. Kongen bliver også ledsaget af sin elegant klædte gemalinde (som også kaldes ”dronningen”); i nutiden spilles dronningens rolle af en kvinde, men indtil 1956 var dronningen en mand klædt ud som kvinde. I slutningen af ceremonien fjernes dronningebuketten fra kongen og sættes på byens krigsmindesmærke. Derpå ridder kongen videre til foden af kirketårnet, hvor blomsterdekorationen bliver løftet op og sat på et spir. På grund af Den Grønne Ridders relation til naturen identificeres kongen med Den Grønne Ridder; og fjernelsen af buketten menes at symbolisere halshugningsscenen i Sir Gawain and The Green Knight.

## Det Grønne Kapel
Efter halshugningen af Den Grønne Ridder i Sir Gawain and The Green Knight byder ridderen Gawain at møde ham igen ved Det Grønne Kapel. Da Gawain og guiden, der skal bringe Gawain fra Bercilaks slot til kapellet, nærmer sig stedet, bliver guiden meget bange og trygler Gawain om lov til at vende om. Det endelige møde ved Det Grønne Kapel har fået mange forskere til at drage religiøse paralleller; f.eks. kan ridderen opfattes som en præst og Gawain som et skriftebarn. Den Grønne Ridder ender med at regne Gawain for en værdig ridder og lader ham leve, og således agerer han præst, Gud og dommer på én gang.
Selve kapellet er imidlertid lige så svært at fortolke som ridderen selv. Selvom det kaldes et kapel, ser det for Gawain ud som et ondskabsfuldt sted: ildevarslende, ”den modbydeligste af alle kirker”, ”stedet, hvor Djævelen kan holde matutin.” Da den gådefulde ridder lader Gawain beholde livet, antager Gawain imidlertid rollen som et skriftebarn foran en præst eller dommer, som hvis det havde været i en rigtig kirke. Det Grønne Kapel kan også sammenlignes med hellige bakker og høje fra tidlig keltisk litteratur. Nogle forskere har overvejet, hvorvidt ’Hautdesert’ henviser til Det Grønne Kapel, da ordet betyder ”høj eremitage”; men et flertal af forskerne er skeptiske over for denne forbindelse.
Kapellets beliggenhed udgør også et mysterium. I The Greene Knight beskrives Sir Bredbeddles bopæl som ’the castle of hutton’, hvilket har fået forskere til at antage en forbindelse til Hutton Manor House i Somerset. Gawains rejse fører ham direkte ind i hjertet af Pearl-digterens dialektområde, hvor Hautdesert Castle og Det Grønne Kapel menes at have ligget. Hautdesert menes at have ligget i området Swythamley i det nordvestlige Midland, da dette område ligger i forfatterens dialektområde og svarer til landskabsbeskrivelserne i digtet.  Det Grønne Kapel menes at være enten Lud’s Church eller Wetton Mill, da disse områder nogenlunde svarer til forfatterens beskrivelser.